# Caesalpinia aphylla
Caesalpinia aphylla   es una especie de árbol leguminosa de la familia de las Fabaceae. Es endémica de Chile.

## Descripción
Es un arbusto de hasta 2 m de altura, muy ramificado, con tallos verdes. Las hojas nulas o escasas, bipinnaticompuestas, con 2-3 pares de folíolos. Racimos de 1,5-2,5 cm de largo. Cáliz verde, granuloso, con 5 lóbulos de borde rojizo; corola con 5 pétalos amarillos, mucho más largos que el cáliz, el superior con una marcada mancha roja basal y tenues líneas rojas hacia el extremo distal. El fruto es una legumbre ovoide-comprimida, castaño-rojiza, pubescente-glandulosa, con una o dos semillas en su interior; madura de septiembre a mayo.

## Distribución geográfica
Es una planta endémica de Chile. Crece en la región de Tarapacá (I), en localidades cercanas a la pampa del Tamarugal (La Huaica, salares de Pintados y de Llamara). Posiblemente freatofítica; más frecuente en los sectores donde se observan aluviones provenientes de las partes más altas.

## Taxonomía
Caesalpinia aphylla fue descrito por Rodolfo Amando Philippi y publicado en Anales del Museo Nacional de Chile. Segunda Sección --- Botánica 1891: 19. 1891.
Etimología
Caesalpinia: nombre genérico que fue otorgado en honor del botánico italiano Andrea Cesalpino (1519-1603).
aphylla: epíteto latíno que significa "sin hojas".